# Manoir du Boberil
Le manoir du Boberil est un édifice de la commune de L'Hermitage, dans le département d'Ille-et-Vilaine.
Il est inscrit dans sa totalité aux monuments historiques depuis le 3 mai 2018.

## Localisation
Le manoir est situé au sud de la commune de L'Hermitage, sur la route allant à Mordelles.

## Historique
La maison du Boberil paraît avoir pris son nom de la terre du Boberil qu'elle possède « de temps immémorial », depuis 1284 de façon certaine, jusqu'au XXIe siècle.
Au XVIe siècle, la terre du Boberil est érigée en châtellenie par le roi de France Henri III. Le propriétaire entreprend d'importantes transformation : la salle basse est dotée d'un plafond, il construit un nouveau logis en terre (aujourd'hui disparu) et un pavillon à l'arrière du logis sur deux niveaux. À quelques mètres plus au nord, une grange en bauge et adobe est maçonnée en épi.
Vincent du Boberil, lieutenant de l'arrière-ban et capitaine des arquebusiers de l'évêché de Rennes en 1572, épouse en 1562 Françoise d'Ust, héritière de la terre du Molant, dans la paroisse de Bréal, que leur descendance a conservée jusqu'à nos jours. Il est nommé chevalier de l'ordre du Roi[Lequel ?] en 1600. Les châtelains prennent possession du château du Molant et le manoir du Boberil est alors transformé en métairie. Le dernier pavillon construit sert de résidence. 

Les registres des réparations de 1768 indique que le manoir est dans un état de délabrement avancé.

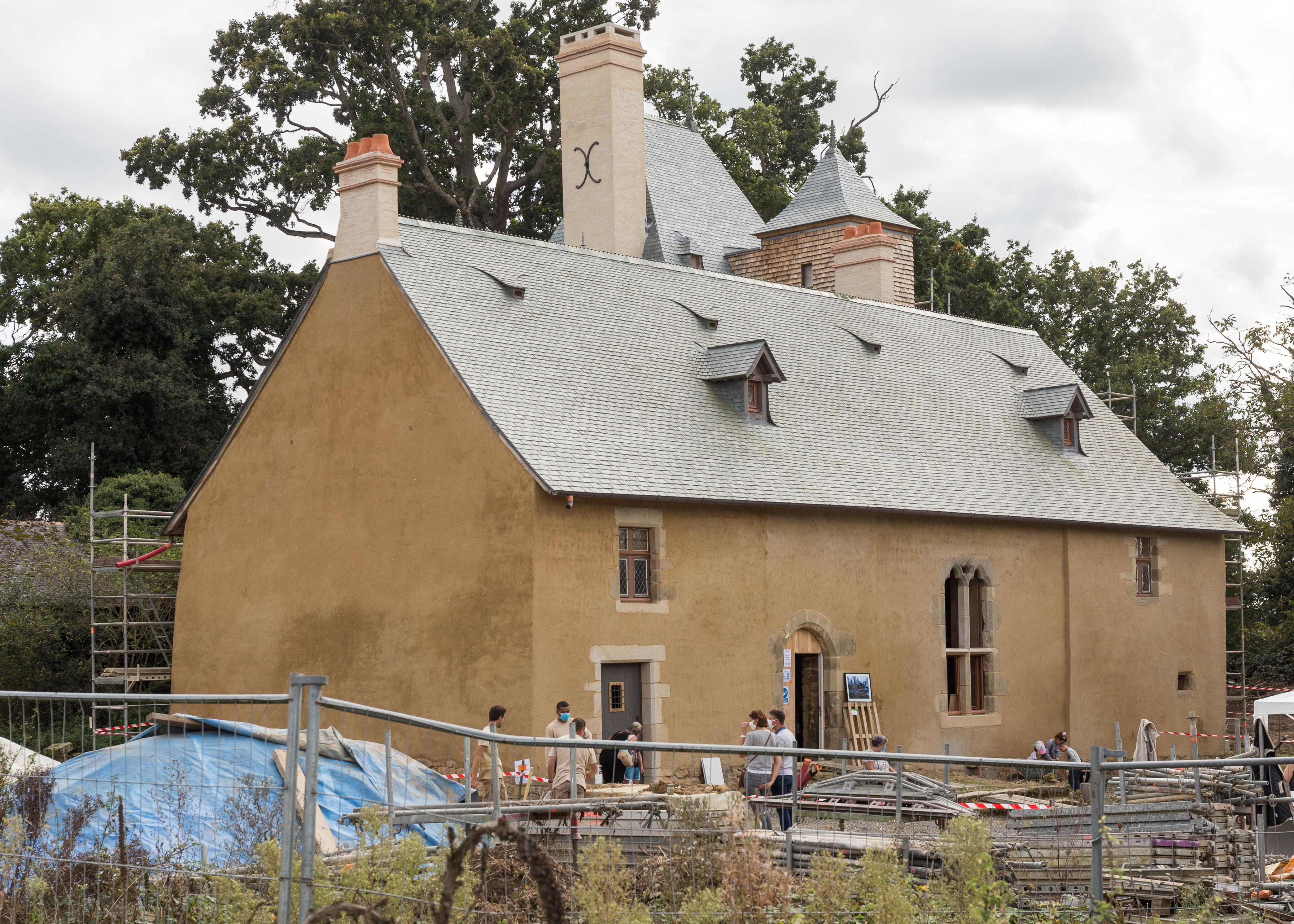
Le manoir en 2020.
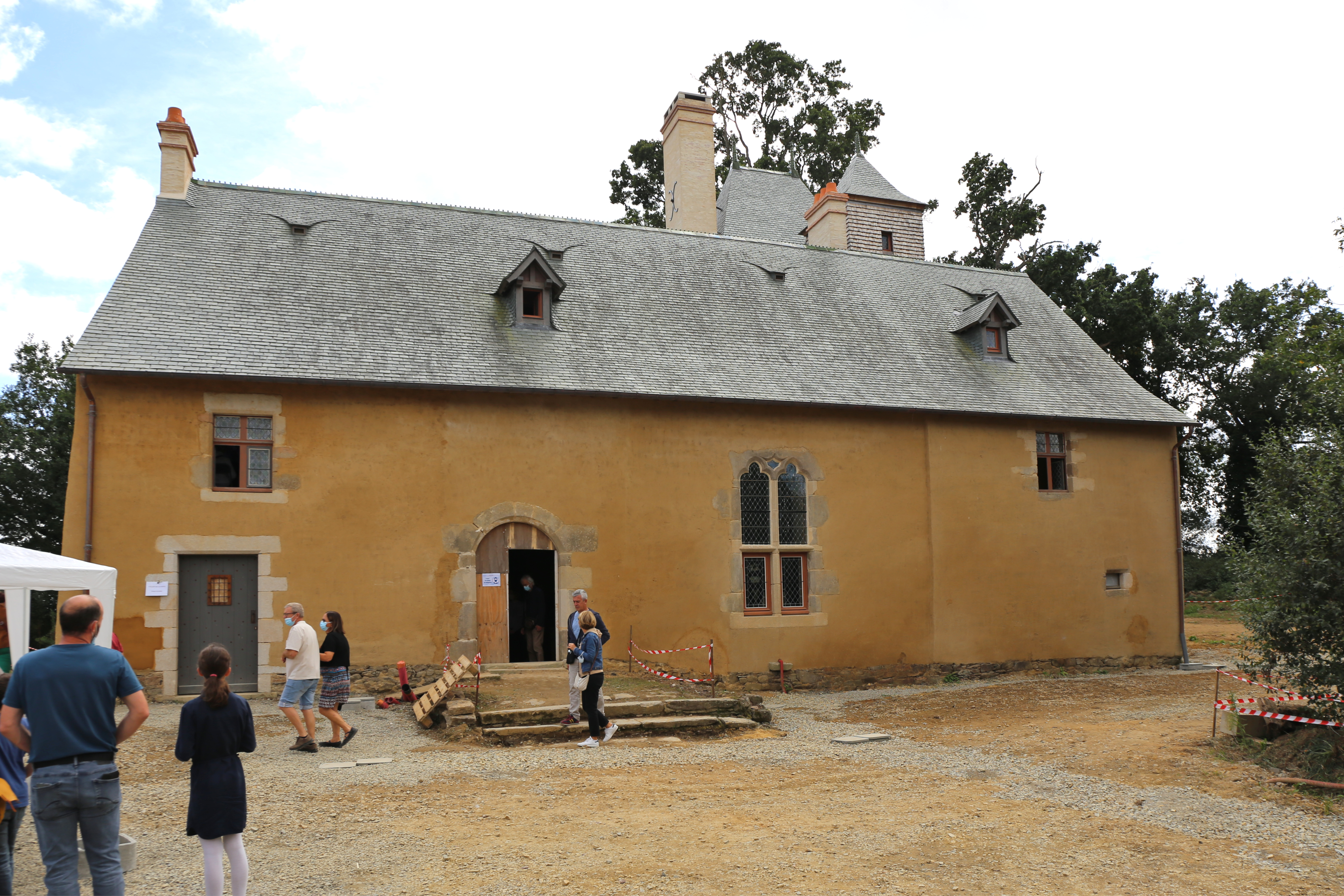
Le manoir en 2021.
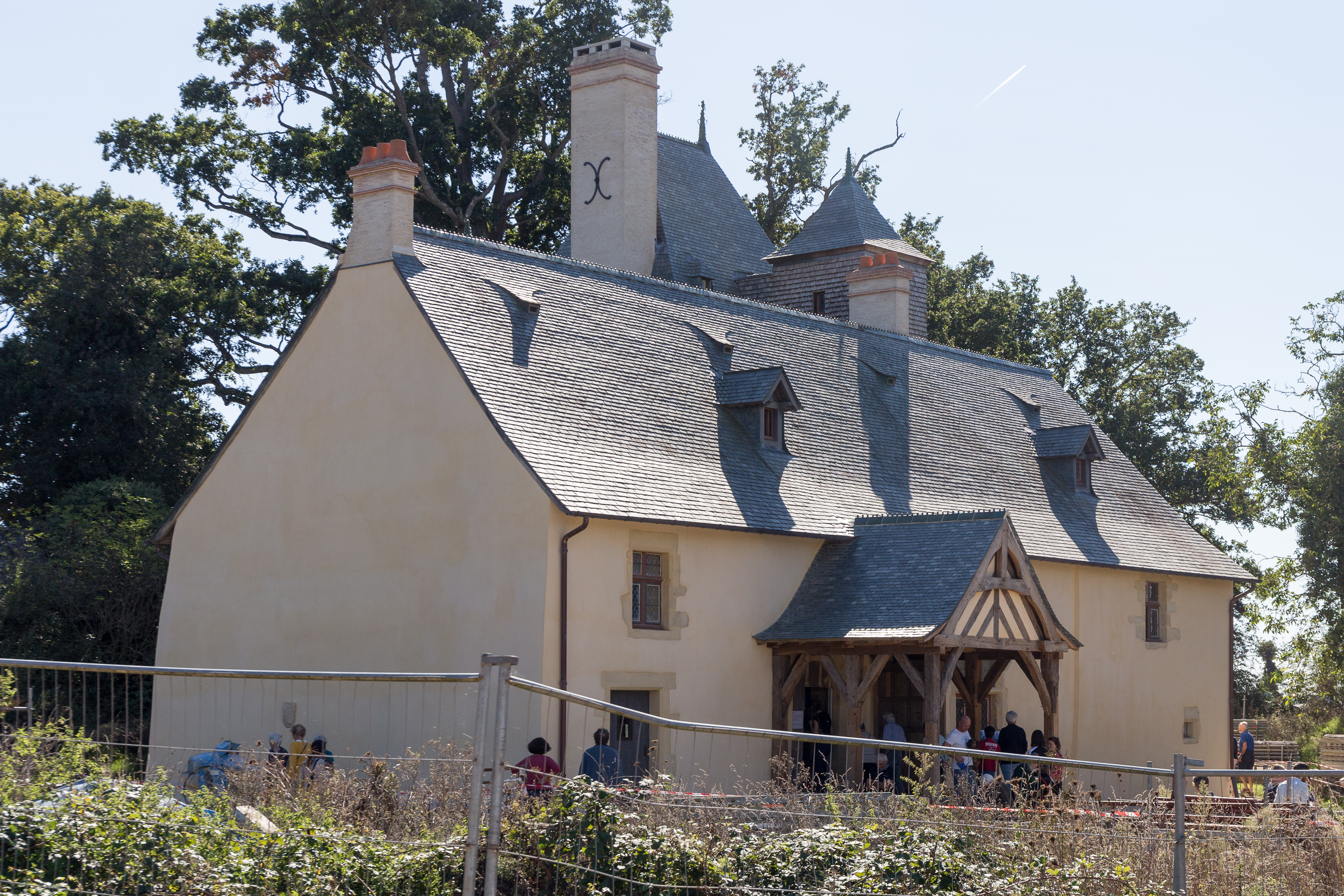
Le manoir en 2022.

En 2005-2006, le comte Olivier du Boberil envisage la restauration du manoir.
Remontant à la première moitié du XIVe siècle, le Manoir du Boberil présente un intérêt patrimonial indéniable. Son propriétaire actuel mène donc depuis 2017 des travaux de restauration d'envergure afin de redonner à son manoir toute sa splendeur d'autrefois. La ligne directrice de l'opération est de restituer le manoir à l'identique de son état au XVIe siècle, que ce soit dans le rendu, les techniques et les matériaux d'origine. L'entreprise chargée de sa restauration a alors employé des techniques anciennes telles que la bauge, la plancher à quenouilles ou les maçonneries enduites de terre récupérée sur place. 
Ces travaux sont suivis par Studio Sherlock qui réalise depuis 2017 des vidéos de valorisation de ce chantier phénoménal, afin de mettre en valeur les métiers qui s'y rapportent et l'ampleur du projet. 

## Architecture

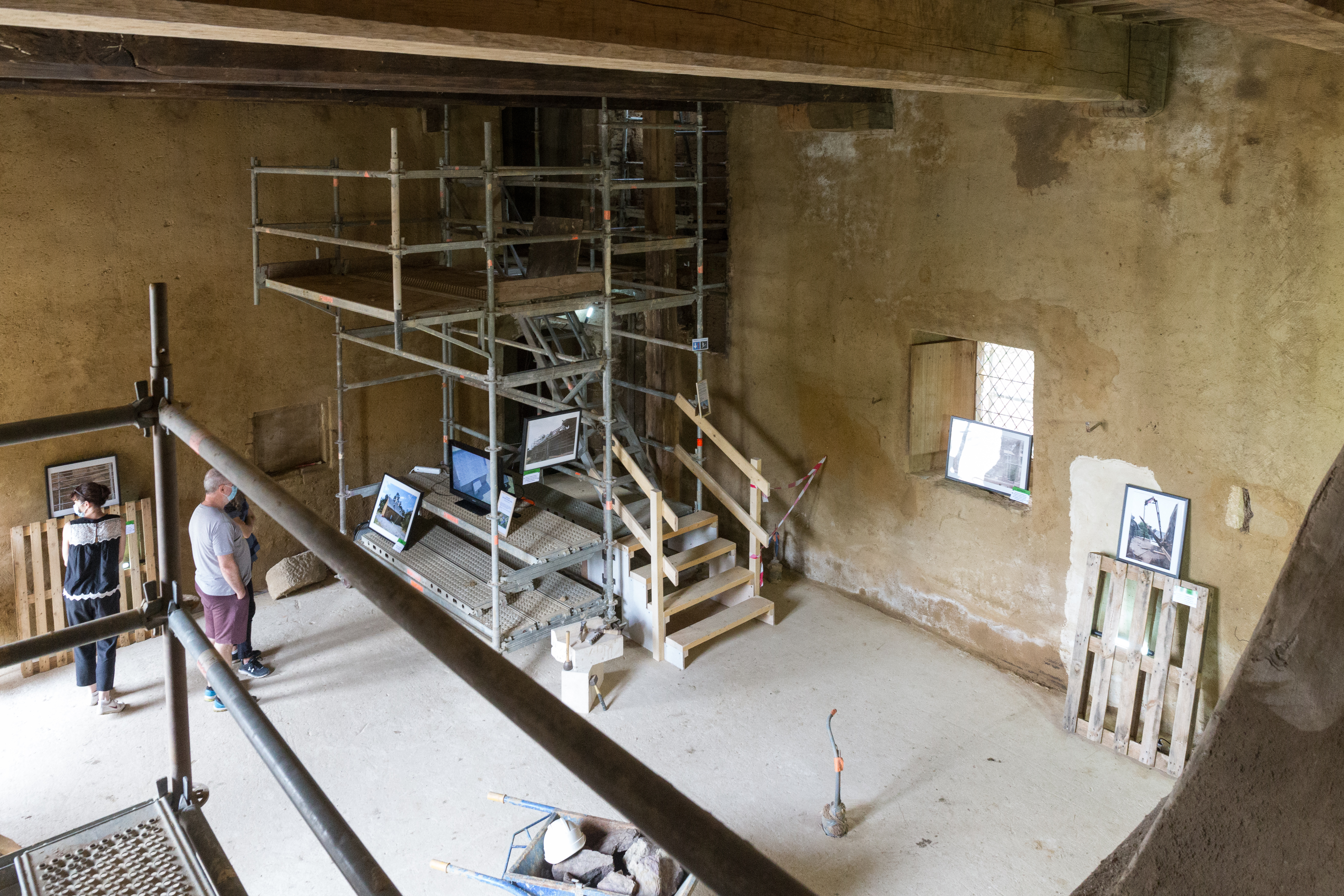
La grande salle du logis en 2020.
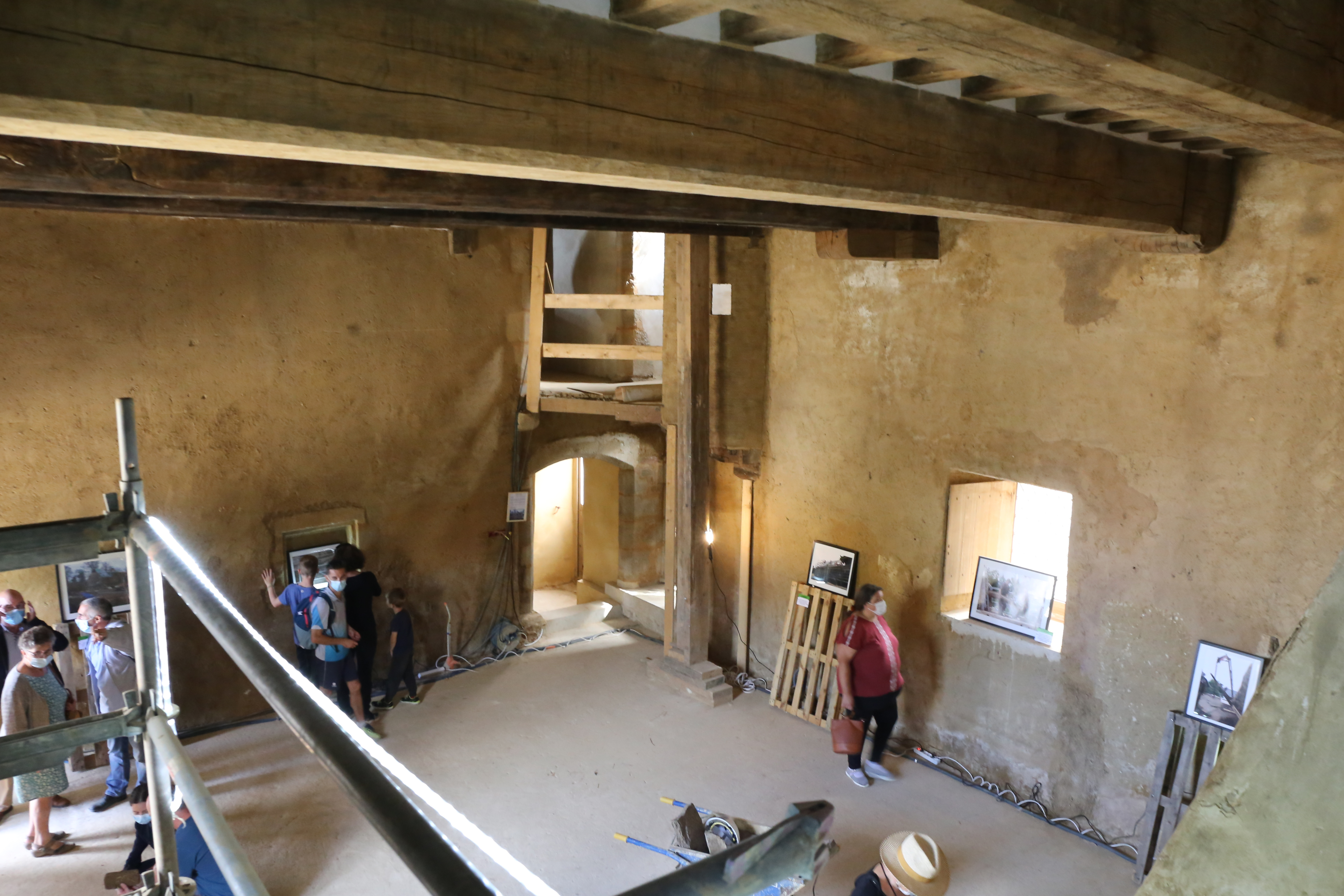
La grande salle du logis en 2021.
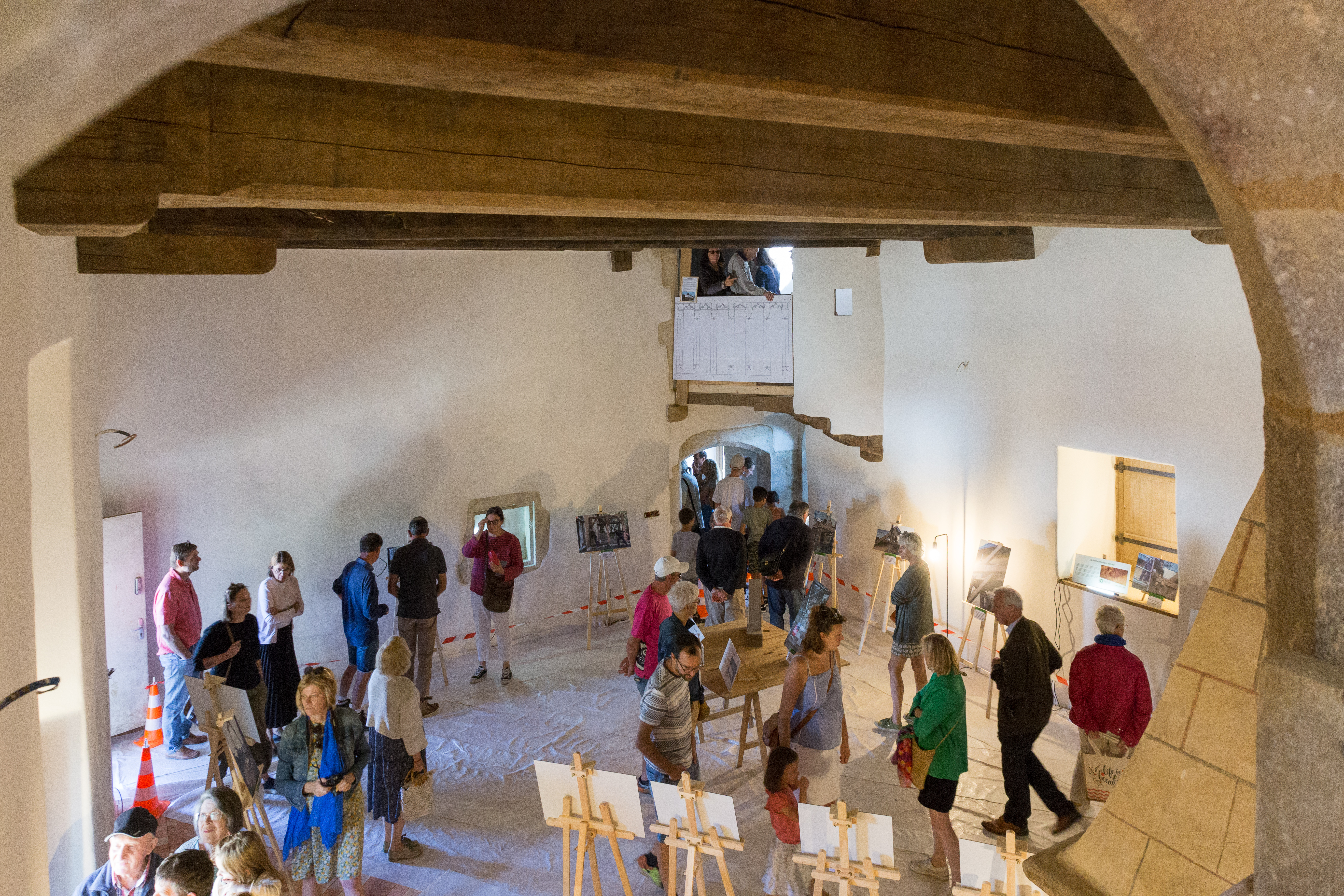
La grande salle du logis en 2022.

Le manoir du Boberil est une construction bâtie à l'antique sur un ancien site castral, entouré d'un réseau de douves polygonales, ainsi que d'une petite levée de terre, témoin d'un système défensif.
Le bâtiment a la particularité d'avoir certains murs porteurs en moellons de schiste et de poudingue maçonnés en terre. Il est de plan rectangulaire de 20,6 × 8,90 m, orientée nord-ouest. L'entrée de la cour était pourvu d'un logis porte construit en terre (aujourd'hui disparu). Une mare est située au nord-ouest du domaine qui a subi d'importants remaniements au cours des siècles.

### Logis

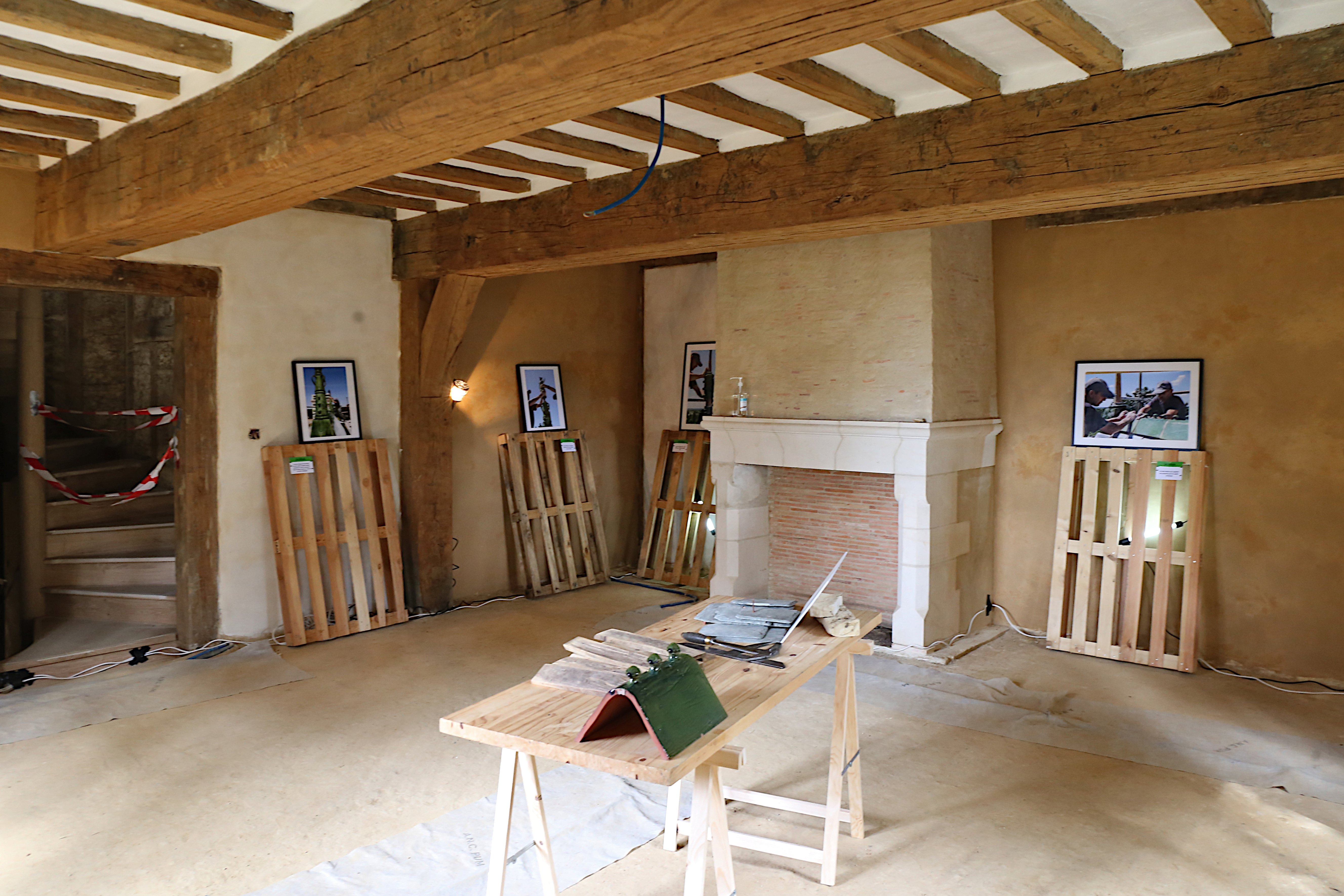
Une pièce à l'étage.
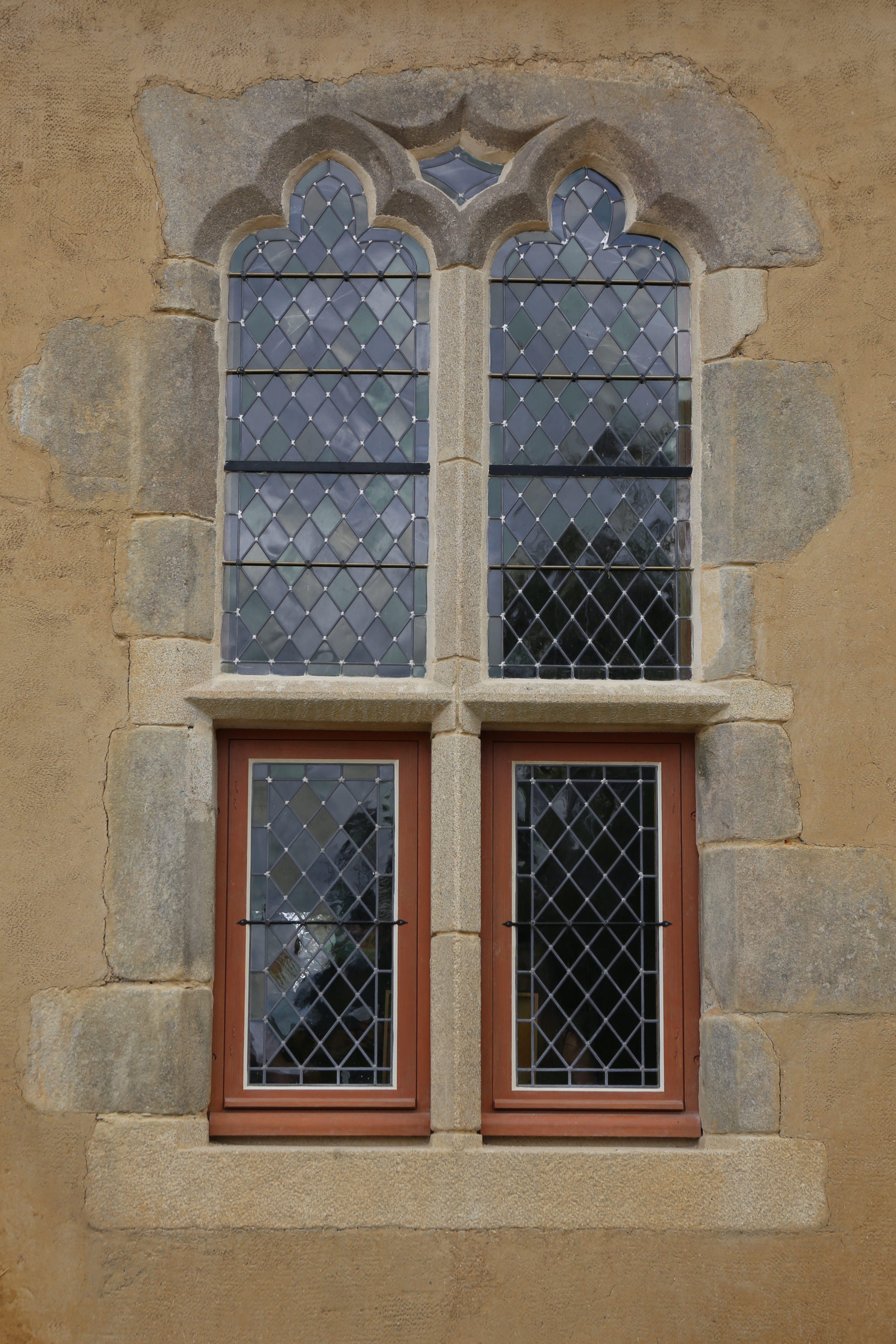
Fenêtre trilobée de la grande salle
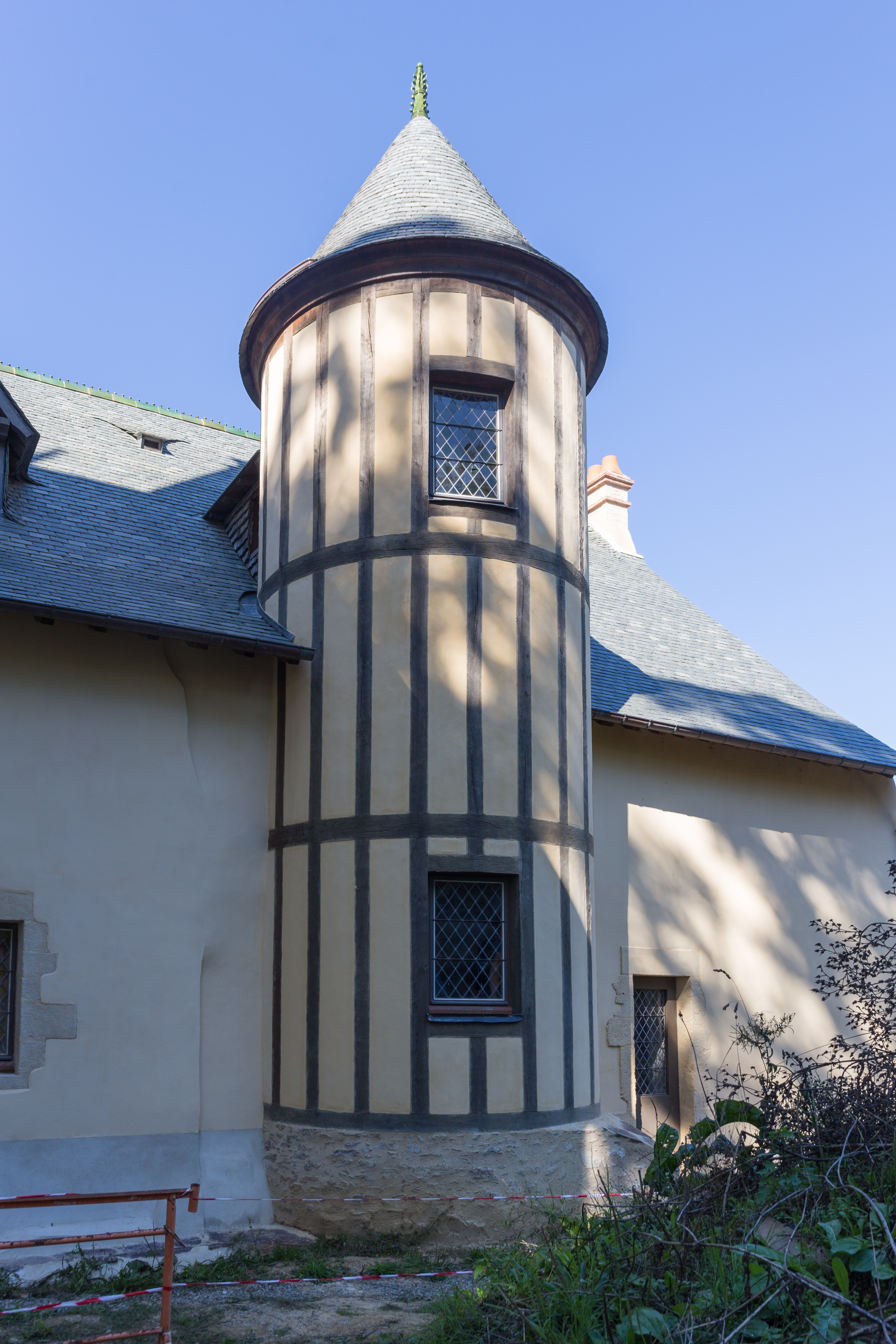
Tourelle d'escalier.
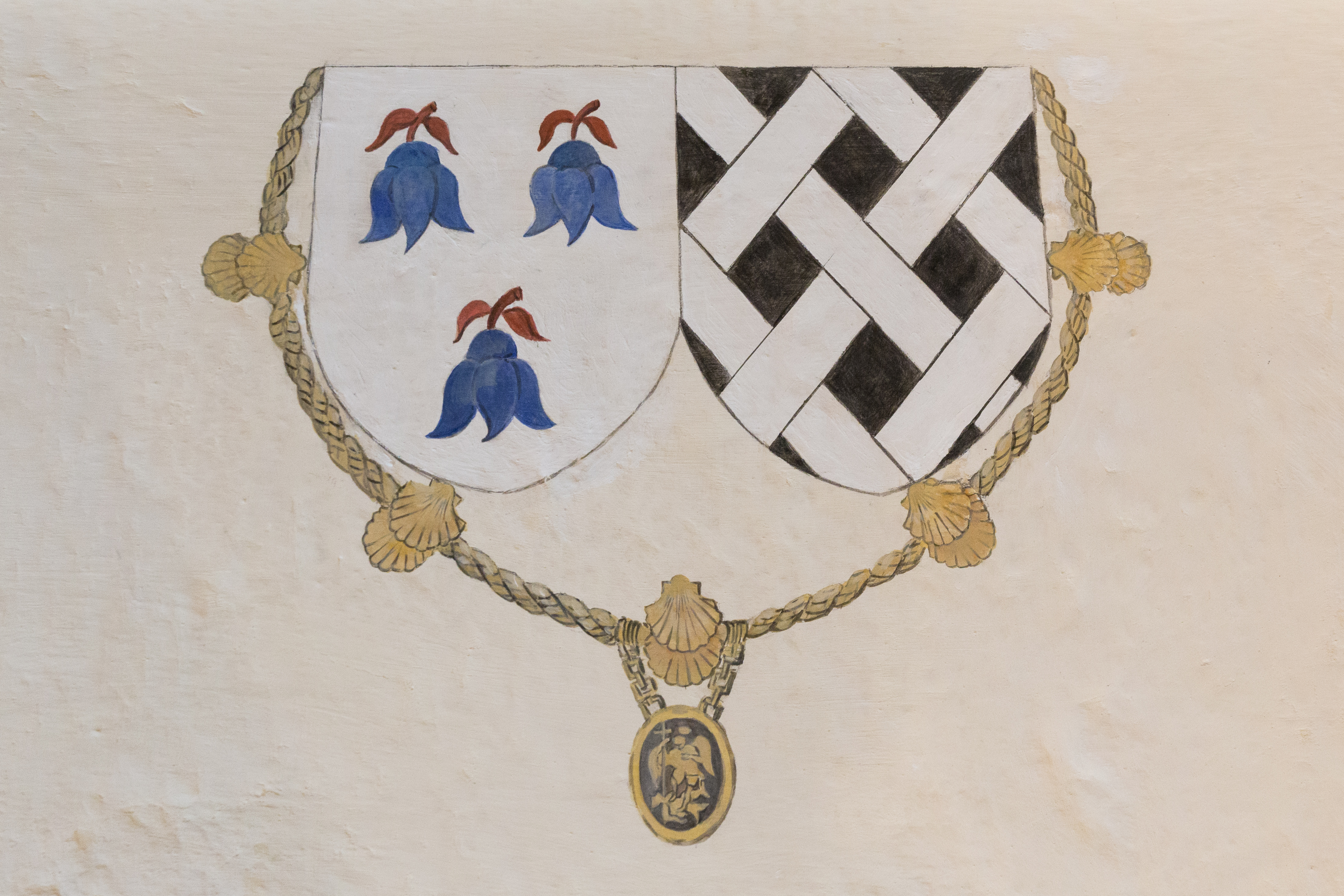
Armes de la famille du Boberil sur une cheminée.

L'entrée principale au nord est précédée d'un chapitreau de bois dont certains éléments datent du XIVe siècle. Les modénatures de cette façade sont en granite et les fenêtres se trouvent principalement de ce côté nord, la principale donnant sur la salle basse était jadis composée d'une croisée de pierre élancée, surmontée d'élégants trilobes.
À l'origine, ce bâtiment était plus long, avec au rez-de-chaussée une grande salle basse sous charpente. Les fermes cintrées apparentes étaient ornées (bagues et scoties moulurées) avec poinçons et jambes de force et aisseliers cintrés soutenant d'imposants arbalétriers, comme un certain nombre de charpentes armoricaines. Sur celle-ci furent retrouvées des traces noirâtres à intervalle régulier, tous les 25 cm, sur un fond blanc. Leur contour irrégulier laisse deviner la forme à plusieurs pointes des ancolies figurant dans le blason des du Boberil. Cette grande salle de 8 × 10 m est pourvue d'une large cheminée sur le mur de refend à l'ouest, mais un ancien chaînage sur le mur gouttereau sud indique qu'elle fut déplacée, probablement lors du changement de fonction du manoir. Les cuisines sont au levant, avec le cellier au couchant. 
Au XVIe siècle fut posé un plancher pour créer un étage. L'accès s'y fait par un escalier droit à l'ouest. Le mur porte des traces d'une porte qui donne sur le vide de la grande salle qui devait être l'accès à un escalier en bois. Sur le côté du levant, un escalier à vis intégrée dans la tourelle maçonnée menait à une autre chambre. Des corbeaux au-dessus de cette porte de cette chambre indiquent qu'une structure était probablement existante.
Des travaux sont également effectués entre 1770 et 1780. Le logis principal perd en superficie à la suite d'une lézarde importante fragilisant le pignon ouest, qui fut reconstruit. En 1829, le cadastre Napoléonien ne fait pas mention d'un bâtiment en terre construit après cette date à l'est du logis et aujourd'hui disparu. Une extension, dont seul subsiste le pignon est, fut détruite lors d'un incendie en 1960 qui endommagea fortement le bâtiment.

### Pavillon

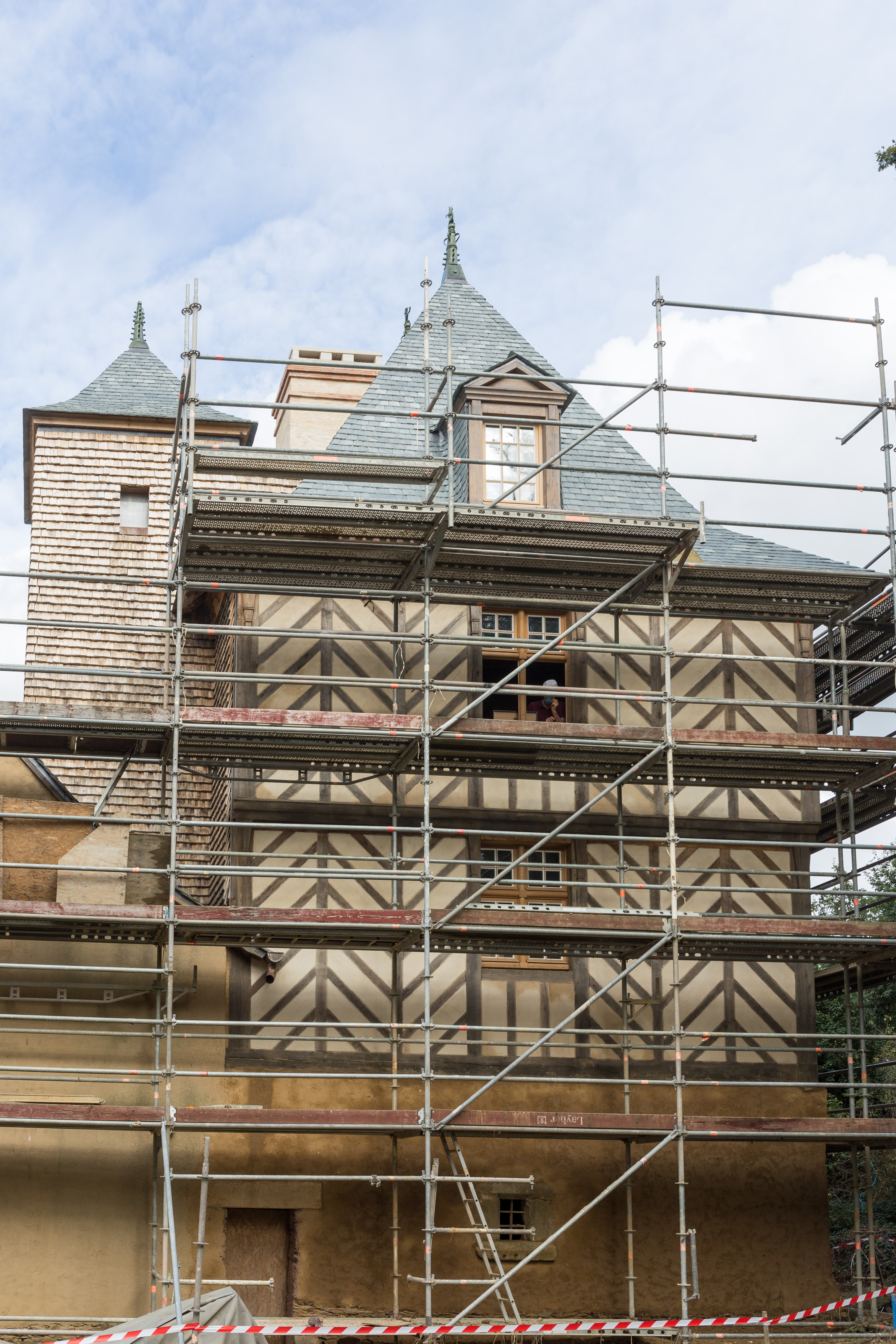
Le pavillon en restauration en 2020.
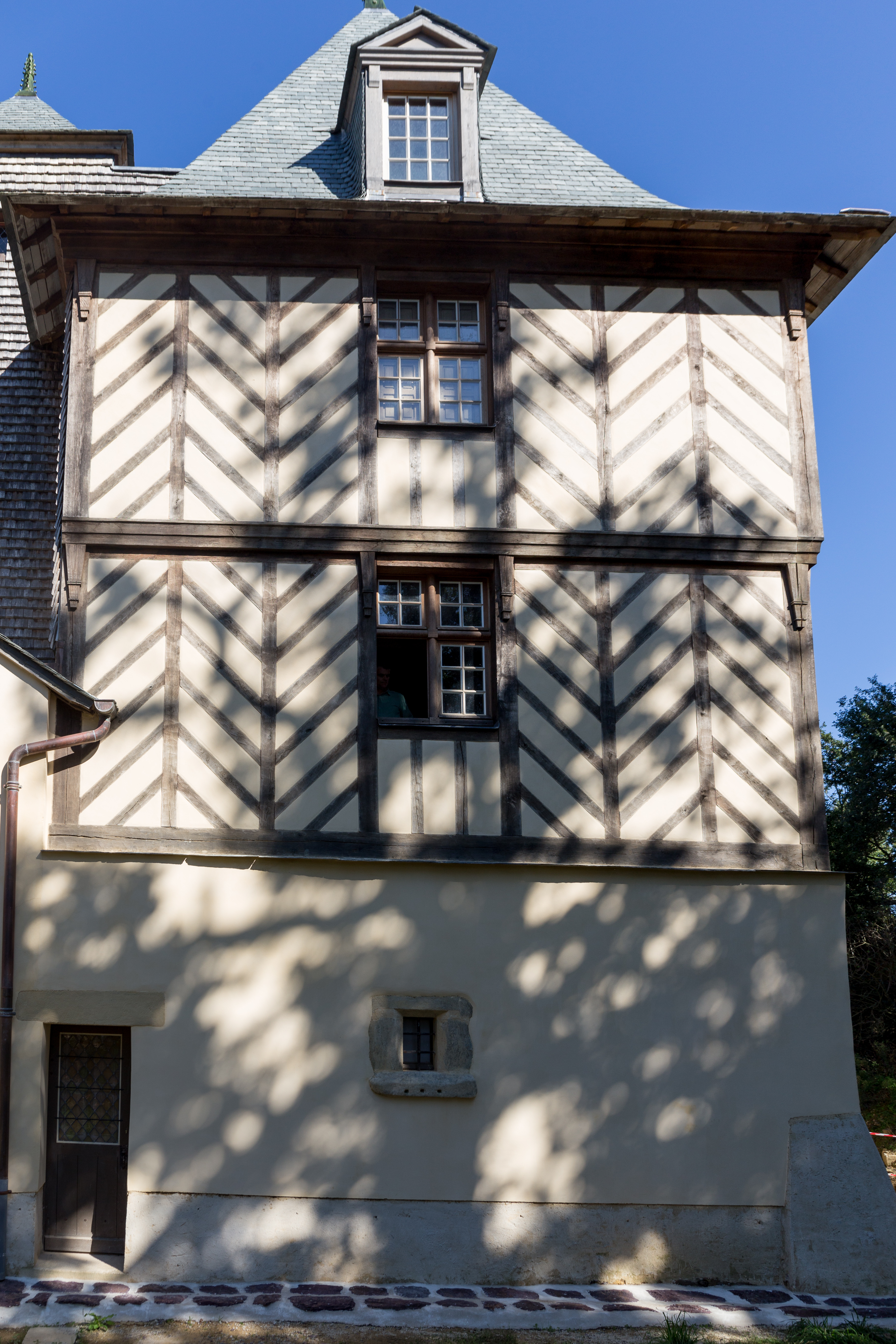
Le pavillon en 2022.
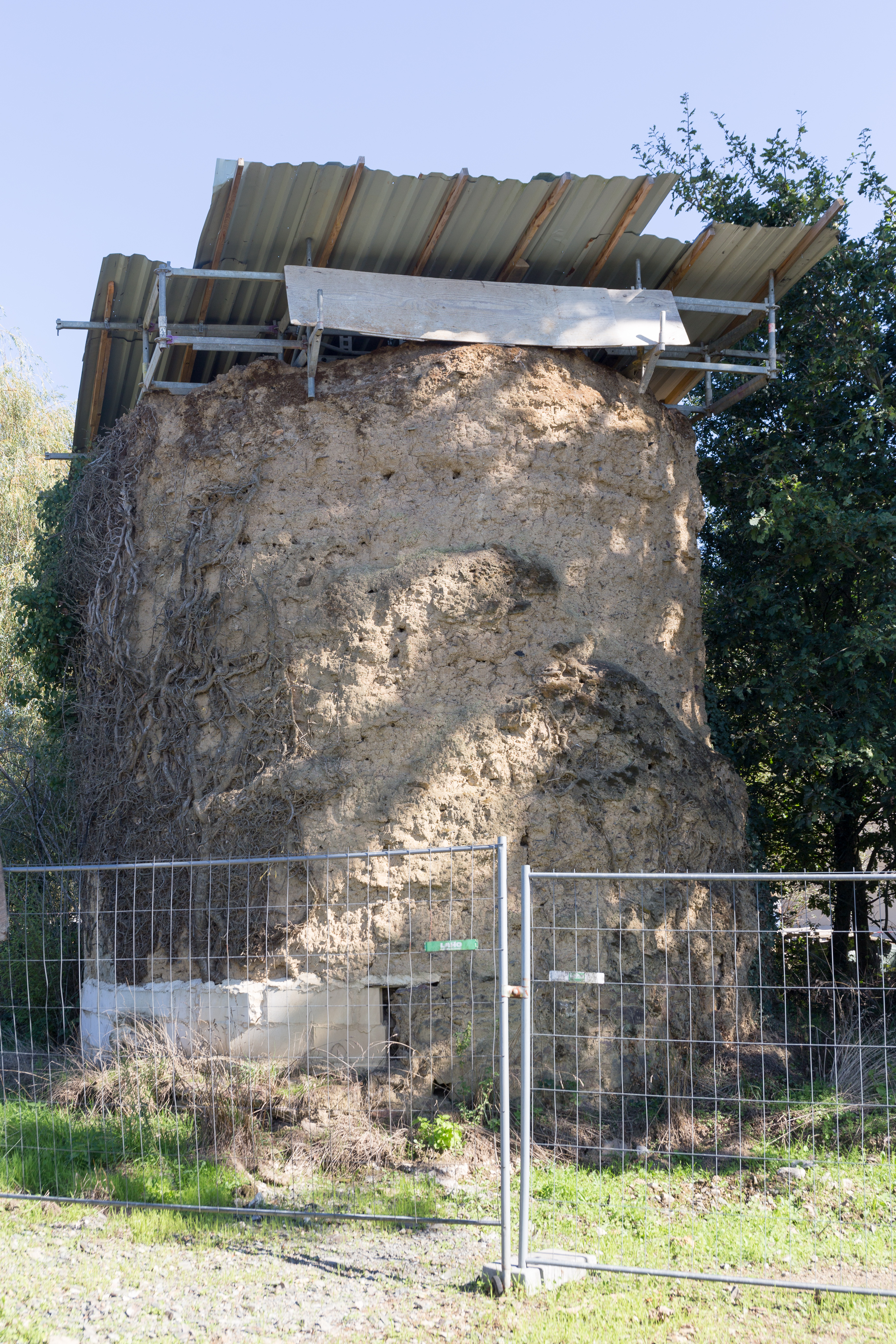
Le colombier en 2022.

Entièrement en bois, le pavillon fut démoli par le père de l'actuel propriétaire pour cause de sécurité. Les bois furent poussés vers les douves, ce qui a permis de en 2017 de retrouver les techniques d'assemblage de l'ensemble. La toiture est recouverte de 13 modèles différents de taille d'ardoises posées aux clous, avec des tuiles faîtières en terre cuite vernissée vert transparent et un épis de faîtage en terre cuite vernissée à boutons.

### Colombier
Construit au XVIe siècle au nord du logis, le colombier représente le statut seigneurial du propriétaire. Il est construit en terre et pourvu d'un toit en ardoises, coiffé d'un petit lanterneau.

### Chapelle
Cette chapelle fut érigée en 1592 au sud de l'église par le seigneur du Boberil. Un droit de dîme y était attaché. Cette chapelle a disparu et son emplacement est signalé par une croix. Elle était placée sous le vocable de saint Marc. Il s'y tenait tous les ans un pèlerinage pour la fièvre, et le jour de la fête de son saint patron avait lieu une assemblée où les vassaux rendaient leurs aveux.

## Propriétaires
- 1285 : Geoffroy du Boberil, premier auteur connu de sa famille. Il fait partie des barons qui firent reconnaissance au mois d'août 1294 de ce qu'ils devaient fournir au duc de Bretagne pendant les guerres[10].
- 1379-1411 : Jean Ier du Boberil, écuyer fut un des 22 braves ayant la garde du château de Rennes sous le commandement d'Amauri de Fontenay, capitaine de Rennes. Il rend aveu au duc le 1er juin 1404 comme garde naturel de son petit-fils Jehan, fils d'Olivier[10].
- 1439 : Jean II du Boberil, époux d'Olive de Bintin, échanson en 1437 du duc de Bretagne Jean V (1389-1442). Il rend aveu au duc le 28 juin 1412 pour son manoir et hébergement du Boberil, et en reçut un avec Catherine Torchart son épouse le 18 novembre 1413, et l'un des seigneurs et gens d'armes qui devaient suivre le duc en 1418 lors de son voyage en France[10].
- 1411 : Olivier du Boberil (né en 1436), succède à son grand-père avec pour tuteur son grand-père maternel Raoul de Bintin. Il épouse Jeanne Chausson, fille du panetier du roi de France. Il était panetier en 1459 du duc François II de Bretagne (1435-1488)[10].
- 1503-1536 : Galhaud du Boberil (mort en janvier 1536), époux d'Yvonne de Chantelou, paru en 1513 à une montre d'armes avec un archer et un page[10].
- 1536-vers 1550 : Vincent Ier du Boberil, époux de Françoise de la Magnane avec laquelle il eut deux fils, Pierre mort jeune en 1554 et Vincent II. Il rendit aveu en 1539 et se présente en 1441 à une montre « monté et armé en estat d'archer, et sur ce que il luy a esté dit qu'il souloit  faire un homme d'arme, un archer et un page, a répondu qu'il avoit depuis la dernière monstre poyé ses juveigneurs et diminué son bien, et a déclaré ne tenir en fié  noble que 200 livres de rente »[10].
- 1550 : Vincent II du Boberil. Il fait aveu en 1557 et épouse Françoise d'Ust dame du Molant en Bréal-sous-Montfort, qui lui apporte la seigneurie du Molant où ils s'installent, ne résidant plus que rarement au manoir du Boberil. Lieutenant de l'arrière-ban et capitaine des arquebusiers de l'évêché de Rennes en 1572, il est nommé chevalier de l'ordre du roi[Lequel ?][10].
- 1592 : Jacques du Boberil, époux de Marguerite de Coëtlogon, fille du seigneur de Méjusseaume. Ces derniers vendirent le 18 décembre 1607, les manoirs, terres et seigneuries du Boberil à Pierre Henry, seigneur de la Chesnaye, qui rendit aveu en 1609. La même année, Jean du Boberil, fils aîné de Jacques, épouse Hélène du Bouëxic, fille du seigneur de la Chapelle-Bouëxic, et son père racheta le 30 mai 1609 la seigneurie du Boberil. Il fut nommé gentilhomme ordinaire de la chambre du roi Louis XIII en 1611[10].
- 1607-1609 : Pierre Henry de la Chesnaye[10].
- 1609 : Jean du Boberil et son épouse Hélène du Bouëxic[10],[11].
- 1720-1754 : René-Marie du Boberil (mort en 1754), reçu conseiller au Parlement de Bretagne en 1720, épouse le 10 décembre 1726 Jeanne Pinot de la Gaudinaye. Il fut le premier à porter le titre de comte du Molant[10],[11].
- 1764 : Luc-René du Boberil, chevalier du Molant, officier au régiment de Picardie[10],[11].
- 1773-1814 : François-Jean-Marie-Yves-Julien du Boberil du Molant (1764-1814), lit en 1773 ses preuves de noblesse pour être admis à l'école militaire de la Flèche[10],[11].
- 1861 : René Théodore du Boberil (1861-1937), capitaine d'artillerie, chevalier de la Légion d'honneur, croix de Guerre 1914-1918, époux de Berthe Renée Marie Anne de Menou (1869-1929)[12].
- 1937-1998 : Geoffroy Marie du Boberil (1907-1998), capitaine d'artillerie, chevalier de la Légion d'honneur et Claude le Hardy de Beaulieu (1923-2015)[12].
- 1999 : Olivier du Boberil (1947), restaurateur du manoir depuis 2017[12].